# Joel Smoller
Joel Alan Smoller (Nova Iorque, 2 de janeiro de 1935 – 27 de setembro de 2017) foi um matemático estadunidense. Trabalhou com equações diferenciais parciais.

## Vida e obra
Smoller estudou no Brooklyn College e obteve um doutorado em 1963 na Universidade de Purdue com uma tese sobre análise funcional. Em seguida foi para a Universidade de Michigan, onde tornou-se em 1969 professor pleno e foi professor da Cátedra Lamberto Cesari de Matemática. Em 1996 recebeu o Excellence of Research Award da Universidade de Michigan. Em 2003 foi Rothschild Professor na Universidade de Cambridge.
Smoller trabalhou com o tratamento matemático de equações de reação-difusão, equações de Navier-Stokes, bifurcação, generalização do índice de Conley e ondas de choque na relatividade geral (em partes com seu aluno Blake Temple). Encontrou com Temple as primeiras soluções exatas (para as equações de campo de Einstein para fluidos perfeitos). Também trabalhou com outras equações da física matemática no âmbito da teoria da relatividade geral (como equação de Dirac e equação da onda na métrica de Kerr-Newman de buracos negros rotatórios e equações de Einstein-Yang-Mills). Em suas próprias palavras em reação ao recebimento do Prêmio George David Birkhoff, se interessa principalmente em trilhar novos caminhos na matemática no tratamento de problemas físicos especiais.
Em 1980/81 foi bolsista Guggenheim. De 2005 a 2008 foi Senior Humboldt Fellow.
Em 2009 recebeu o Prêmio George David Birkhoff de matemática aplicada da American Mathematical Society e Society for Industrial and Applied Mathematics. Foi fellow da American Mathematical Society.

## Obras
- Shock waves and reaction-diffusion equations, Springer 1983, Grundlehren der mathematischen Wissenschaften
- com Blake Temple, Jeffrey Groah: Shock wave interactions in General Relativity, Springer 2007
- com Felix Finster, Niky Kamran, Shing-Tung Yau: Linear waves in the Kerr geometry: a mathematical voyage to black hole physics, Bulletin AMS, Volume 46, 2009, p. 635-659, Online